# Šaronje (gmina Tutin)
Šaronje (cyr. Шароње) – wieś w Serbii, w okręgu raskim, w gminie Tutin. W 2011 roku liczyła 221 mieszkańców.